# Himasha Eashan
Himasha Eashan Waththakankanamge (* 7. Mai 1995 in Kalutara) ist ein sri-lankischer Leichtathlet, der sich auf den Sprint spezialisiert hat.

## Sportliche Laufbahn
Erste internationale Erfahrungen sammelte Himasha Eashan bei den Juniorenasienmeisterschaften 2012 in Colombo, bei denen er den fünften Platz im 100-Meter-Lauf belegte und über 200 Meter im Halbfinale ausschied. Daraufhin wurde er auf die verbotene Substanz Methylhexamin getestet und daraufhin für ein Jahr bis November 2013 gesperrt. Nach Ablauf der Sperre gewann er bei den Südasiatischen-Juniorenmeisterschaften in Ranchi Gold über 200 Meter sowie die Bronzemedaille über 100 Meter. 2014 gewann er bei den Juniorenasienmeisterschaften in Taipeh die Silbermedaille über 100 Meter und wurde Sechster über 200 Meter sowie Vierter mit der sri-lankischen 4-mal-100-Meter-Staffel. Daraufhin nahm er an den Juniorenweltmeisterschaften in Eugene teil, schied dort aber in beiden Einzeldisziplinen in der ersten Runde aus.
2015 nahm er über 100 Meter an den Asienmeisterschaften in Wuhan teil und schied dort mit 10,52 s im Halbfinale aus. Zudem belegte er mit der Staffel in 39,38 s den vierten Platz. 2016 nahm er über 60 Meter an den Hallenweltmeisterschaften in Portland teil und schied dort im siebten Vorlauf aus. Anschließend gewann er bei den Südasienspielen in Guwahati die Goldmedaillen über 100 Meter und mit der Staffel. 2017 nahm er erneut an den Asienmeisterschaften in Bhubaneswar teil und schied über 100 Meter erneut in 10,53 s im Halbfinale aus und belegte mit der Staffel erneut Platz vier. Anfang September nahm er an den Asian Indoor & Martial Arts Games in Aşgabat teil und schied dort 6,89 s im Halbfinale über 60 Meter aus.
2018 nahm er zum ersten Mal an den Commonwealth Games im australischen Gold Coast teil und belegte mit der sri-lankischen Staffel den sechsten Platz mit neuem nationalen Rekord von 39,08 s. Im Jahr darauf erreichte er bei den Leichtathletik-Asienmeisterschaften in Doha das Halbfinale, in dem er mit 10,51 s ausschied. Anfang Dezember gewann er bei den Südasienspielen in Kathmandu in 10,50 s die Silbermedaille über 100 Meter hinter Hassan Saaid von den Malediven und siegte mit der Staffel in 39,14 s. Zuvor gelangte er bei den Militärweltspielen in Wuhan über 100 Meter bis in das Halbfinale und schied dort mit 10,59 s aus. Zudem belegte er mit der Staffel in  40,06 s Rang sechs.
2015 wurde Eashan sri-lankischer Meister über 100 und 200 Meter sowie 2016, 2018 und 2019 über 100 Meter.

## Persönliche Bestleistungen
- 100 Meter: 10,22 s (+0,6 m/s), 24. Februar 2019 in Colombo (sri-Lankischer Rekord)
  - 60 Meter (Halle): 6,81 s, 18. März 2018 in Portland
- 200 Meter: 21,17 s (+1,2 m/s), 14. Juni 2014 in Taipeh